# سلاکجان (بخش مرکزی رودسر)
سلاکجان یک روستا در ایران است که در بخش مرکزی شهرستان رودسر در استان گیلان واقع شده‌است.

## جمعیت
این روستا در دهستان رضامحله قرار دارد و براساس سرشماری مرکز آمار ایران در سال ۱۳۸۵، جمعیت آن ۱۰۱ نفر (۲۹ خانوار) بوده‌است.